# Courbouzon (Loir y Cher)
 Courbouzon  es una población y comuna francesa, en la región de Centro, departamento de Loir y Cher, en el distrito de Blois y cantón de Mer.

## Demografía
| 358 | 354 | 327 | 307 | 316 | 390 |
| Para los censos de 1962 a 1999 la población legal corresponde a la población sin duplicidades (Fuente: INSEE [Consultar]) |     |     |     |     |     |